# Navalagamella
Navalagamella es un municipio y localidad española de la Comunidad de Madrid. El término municipal tiene una población de 3111 habitantes (INE 2024).

## Toponimia
El nombre del municipio se compone del lexema prerromano vasco naba, tierra llana, que derivó en el romano, ibero o celta nava, que significa prado o tierra sin árboles y llana, a veces pantanosa, situada generalmente entre montañas, y del lexema gamella, del latín gamellus, artesa o dornajo que sirve para dar de comer y beber a los animales, quizás haciendo referencia a las numerosa pilas de piedra tallada presente en todo el término o a la forma de gamella que tiene la pradera donde se ubica el pueblo, escribiéndose Navalagamella desde que se hicieron las primeras menciones en el Libro de la Montería de Alfonso XI escrito hacia 1350.

## Clima
De acuerdo a la clasificación climática de Köppen Navalagamella tiene un clima de tipo Csa (templado con verano seco y caluroso).
| Parámetros climáticos promedio de Navalagamella en el periodo 1961-1978 | Parámetros climáticos promedio de Navalagamella en el periodo 1961-1978 | Parámetros climáticos promedio de Navalagamella en el periodo 1961-1978 | Parámetros climáticos promedio de Navalagamella en el periodo 1961-1978 | Parámetros climáticos promedio de Navalagamella en el periodo 1961-1978 | Parámetros climáticos promedio de Navalagamella en el periodo 1961-1978 | Parámetros climáticos promedio de Navalagamella en el periodo 1961-1978 | Parámetros climáticos promedio de Navalagamella en el periodo 1961-1978 | Parámetros climáticos promedio de Navalagamella en el periodo 1961-1978 | Parámetros climáticos promedio de Navalagamella en el periodo 1961-1978 | Parámetros climáticos promedio de Navalagamella en el periodo 1961-1978 | Parámetros climáticos promedio de Navalagamella en el periodo 1961-1978 | Parámetros climáticos promedio de Navalagamella en el periodo 1961-1978 | Parámetros climáticos promedio de Navalagamella en el periodo 1961-1978 |
| Mes | Ene.                                                                    | Feb.                                                                    | Mar.                                                                    | Abr.                                                                    | May.                                                                    | Jun.                                                                    | Jul.                                                                    | Ago.                                                                    | Sep.                                                                    | Oct.                                                                    | Nov.                                                                    | Dic.                                                                    | Anual                                                                   |
| --- | ----------------------------------------------------------------------- | ----------------------------------------------------------------------- | ----------------------------------------------------------------------- | ----------------------------------------------------------------------- | ----------------------------------------------------------------------- | ----------------------------------------------------------------------- | ----------------------------------------------------------------------- | ----------------------------------------------------------------------- | ----------------------------------------------------------------------- | ----------------------------------------------------------------------- | ----------------------------------------------------------------------- | ----------------------------------------------------------------------- | ----------------------------------------------------------------------- |
| Temp. media (°C) | 5.6                                                                     | 7.0                                                                     | 8.5                                                                     | 12.2                                                                    | 15.0                                                                    | 20.0                                                                    | 24.3                                                                    | 24.2                                                                    | 19.0                                                                    | 14.7                                                                    | 8.7                                                                     | 5.1                                                                     | 13.7                                                                    |
| Precipitación total (mm) | 54.0                                                                    | 58.3                                                                    | 40.7                                                                    | 38.8                                                                    | 29.4                                                                    | 23.5                                                                    | 7.2                                                                     | 7.7                                                                     | 32.4                                                                    | 33.0                                                                    | 63.5                                                                    | 45.3                                                                    | 433.9                                                                   |
| Fuente: Ministerio de Agricultura, Alimentación y Medio Ambiente. Datos de precipitación para el periodo 1961-1978 y de temperatura para el periodo 1967-1978 en Navalagamella 10 de noviembre de 2012 |                                                                         |                                                                         |                                                                         |                                                                         |                                                                         |                                                                         |                                                                         |                                                                         |                                                                         |                                                                         |                                                                         |                                                                         |                                                                         |

## Historia
Fue fundado en la Reconquista por el Concejo de Segovia, al que todavía se recuerda con un acueducto en el escudo.
A mediados del siglo XIX, el lugar contaba con una población censada de 287 habitantes. La localidad aparece descrita en el duodécimo volumen del Diccionario geográfico-estadístico-histórico de España y sus posesiones de Ultramar de Pascual Madoz de la siguiente manera:

NAVALAGAMELLA: v. con ayunt. en la prov. y aud. terr. de Madrid (7 leg.), part. jud. de Navalcarnero (4), c. g. de Castilla la Nueva, dióc. de Toledo (11): sit. en una pequeña hondonada, la combaten los vientos N. y E.: el clima es templado y sus enfermedades mas comunes, tercianas y pulmonías: tiene 72 casas de mediana construccion, distribuidas en varias calles y una plaza, hay casa de ayunt., cárcel, escuela de primeras letras comun a ambos sexos á la que concurren 40 alumnos que se hallan á cargo de un maestro dotado con 2,067 rs.; una igl. parr. (Ntra. Sra. de la Estrella) con curato de entrada y provision ordinaria, y 3 ermitas el Smo. Cristo de la Sangre, San José y San Miguel; el cementerio está en parage que no ofende la salud pública, y los vec. se surten de aguas para sus usos de las de varios pozos y diferentes manantiales que se encuentran dentro y fuera del pueblo: el térm. confina N. Fresnedillas; E. Valdemorillo; S. Guijorna, y O. Colmenar del Arroyo; se estiende una leg. de N. á S. é igual dist. de E. á 0. y comprende bastante monte de chaparro y encina, un pequeño soto poco poblado; una deh. de 80 fan de estension, y bastantes prados naturales, que crian regular pasto para los ganados; lo atraviesa un r. llamado la Moraleja, y 2 arroyos titulados Valdeyerno y la Yunta; tanto los arroyos cuanto el r. desembocan en el r. Perales: el terreno es de secano y de mediana calidad. caminos: los que dirigen á los pueblos limítrofes: el correo se recibe del Escorial, por balijero. prod.: poco trigo, cebada, centeno y algo de aceite; mantiene ganado lanar, vacuno y de cerda, y cria caza de conejos liebres y perdices. ind.: la agrícola, 4 molinos harineros v carretería: el comercio está reducido a la esportacion de lo sobrante, é importacion de los art. de que se carece. pobl. 83 vec., 287 alm. cap. prod.: 623,337 rs. imp.: 35,488. contr.: 9'65 por 100. El presupuesto municipal asciende de 6 á 8,000 rs. que se cubren con el producto de propios.
(Madoz, 1849, p. 51)

## Demografía
Cuenta con una población de 3111 habitantes (INE 2024).
| Gráfica de evolución demográfica de Navalagamella entre 1842 y 2021                                                   |
| |
| Población de derecho según los censos de población del INE. Población de hecho según los censos de población del INE. |

## Transporte público
Navalagamella cuenta con tres líneas de autobús, conectando con Madrid capital dos de ellas en el Intercambiador de Moncloa. Estas líneas sonː
| Línea | Recorrido                                                 |
| ----- | --------------------------------------------------------- |
| 642   | Madrid (Moncloa) - Colmenar del Arroyo                    |
| 645   | Madrid (Moncloa) – Robledo de Chavela - Cebreros          |
| 669A  | San Lorenzo de El Escorial – Fresnedillas - Navalagamella |

## Educación
En Navalagamella hay una guardería ( pública ) y un colegio público de educación infantil y primaria, C.P. San Miguel.

## Monumentos
Arquitectura civil
Su término municipal está bañado por el río Perales, en cuyas riberas se conservan varios molinos harineros, sobre los cuales la Comunidad de Madrid ha articulado diferentes rutas de senderismo. Se conserva un grupo de cinco molinos, aunque hay fuentes que llegan a contar un total de seis. Hoy en día se conservan los restos de dos por encima del puente del río de la carretera que va de Navalagamella a Valdemorillo, otros dos, entre este puente y la presa de Cerro Alarcón y el restante, por debajo de dicha presa. Reciben los nombre de, Molino Alto, Molino de la Hondilla o de Baltasar, Molino Serrano, Molino del Real Monasterio de San Lorenzo de El escorial y el Molino de Navacerrada.
El puente del Pasadero, de origen medieval, es otro de los atractivos turísticos de Navalagamella. Está situado sobre el Perales y consta de un único arco.
Arquitectura religiosa

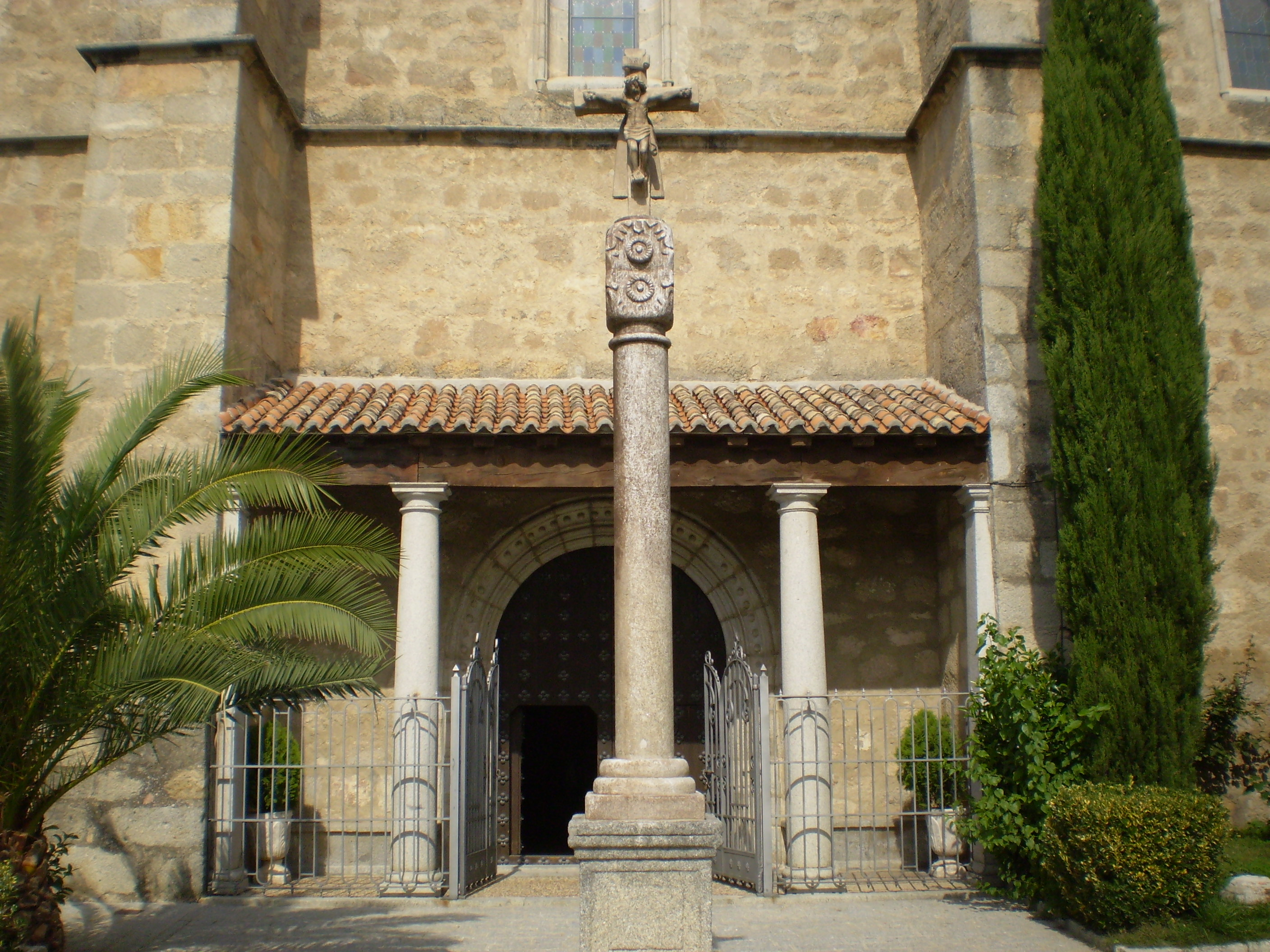
Iglesia de Nuestra Señora de la Estrella

El edificio más notable de la localidad es la iglesia de Nuestra Señora de la Estrella, declarada Bien de Interés Cultural. Fue construida sobre un templo anterior, de menor tamaño, pero dado el crecimiento de la población se comenzó la obra de esta majestuosa iglesia, probablemente se iniciase su construcción en el siglo XV, aunque tampoco hay datos muy concretos. El trasiego que supuso la construcción del Monasterio de El Escorial favoreció que en 1541 se continuara construyendo la iglesia por el ábside. A finales del siglo XVI se debe su exterior de estilo herreriano, con una cabecera poligonal y rematado a los pies con una torre. En planta podemos observar como se estructura mediante una única nave con cabecera poligonal, de muros muy gruesos en toda su perímetro, dejando presente así una fuerte tradición medieval, al igual que sucede con la presencia de contrafuertes que reducen las presiones de una cubierta donde, de manera interesante, se hace gala de una preciosa bóveda de crucería, en la cual se multiplican los nervios hasta conseguir una bonita forma geométrica.
Así mismo, la población quedaba circunscrita mediante siete ermitas, hoy en día solo se conservan tres, las de San José, el Santísimo Cristo de la Sangre y la del patrón San Miguel Arcángel,el resto se vieron arruinadas, estarían dedicadas a Nuestra Señora de la Encarnación, San Pedro, San Sebastián y a San Gregorio. Podemos comprobar como con el nombre de varias calles de la localidad se hace un pequeño tributo a las desaparecidas ermitas.

## Gastronomía
Son típicos los Puches, por la festividad de Todos los Santos, que es una especie de gachas. Las torrijas y el potaje en Semana Santa.